# دهستان حرمک
دهستان حرمک نام دهستانی در بخش مرکزی شهرستان زاهدان، استان سیستان و بلوچستان در ایران است. براساس سرشماری مرکز آمار ایران در سال ۱۳۸۵، جمعیت آن ۳۲۴۲ نفر (۶۱۹ خانوار) بوده‌است.